# Premi Platino a la millor interpretació femenina
El Premi Platino a la millor interpretació femenina, és una categoria del lliurament dels Premis Platino, presentats per l'Entitat de Gestió de Drets dels Productors Audiovisuals i Federació Iberoamericana de Productors Cinematogràfics i Audiovisuals, que premien la millor interpretació d'una actriu.

## Guanyadores i nominades
Indica la guanyadora en cada edició.

### 2010s
| Edició                              | Actriu            | Pel·lícula                           | Paper                        | Ref.   |
| ----------------------------------- | ----------------- | ------------------------------------ | ---------------------------- | ------ |
| 2014 I edició dels Premis Platino   | Paulina García    | Gloria                               | Gloria Cumplido              | [ 1 ]  |
| 2014 I edició dels Premis Platino   | Marian Álvarez    | La herida                            | Ana                          | [ 2 ]  |
| 2014 I edició dels Premis Platino   | Nashla Bogaert    | ¿Quién manda?                        | Natalie                      | [ 2 ]  |
| 2014 I edició dels Premis Platino   | Laura de la Uz    | La película de Ana                   | Ana                          | [ 2 ]  |
| 2014 I edició dels Premis Platino   | Karen Martínez    | La jaula de oro                      | Sara                         | [ 2 ]  |
| 2014 I edició dels Premis Platino   | Natalia Oreiro    | Wakolda                              | Eva                          | [ 2 ]  |
| 2015 II edició dels Premis Platino  | Érica Rivas       | Relatos salvajes                     | Romina                       | [ 3 ]  |
| 2015 II edició dels Premis Platino  | Samantha Castillo | Pelo malo                            | Marta                        | [ 4 ]  |
| 2015 II edició dels Premis Platino  | Geraldine Chaplin | Dólares de arena                     | Anne                         | [ 4 ]  |
| 2015 II edició dels Premis Platino  | Laura de la Uz    | Vestido de novia                     | Rosa Elena                   | [ 4 ]  |
| 2015 II edició dels Premis Platino  | Paulina García    | Las analfabetas                      | Ximena                       | [ 4 ]  |
| 2015 II edició dels Premis Platino  | Leandra Leal      | O Lobo atrás da Porta                | Rosa                         | [ 4 ]  |
| 2016 III edició dels Premis Platino | Dolores Fonzi     | La patota                            | Paulina                      | [ 5 ]  |
| 2016 III edició dels Premis Platino | Elena Anaya       | La memoria del agua                  | Amanda                       | [ 6 ]  |
| 2016 III edició dels Premis Platino | Penélope Cruz     | Ma ma                                | Magda                        | [ 6 ]  |
| 2016 III edició dels Premis Platino | Inma Cuesta       | La novia                             | La novia                     | [ 6 ]  |
| 2016 III edició dels Premis Platino | Antonia Zegers    | El club                              | Mónica                       | [ 6 ]  |
| 2017 IV edició dels Premis Platino  | Sônia Braga       | Aquarius                             | Clara                        | [ 7 ]  |
| 2017 IV edició dels Premis Platino  | Juana Acosta      | Anna                                 | Anna                         | [ 8 ]  |
| 2017 IV edició dels Premis Platino  | Angie Cepeda      | La semilla del silencio              | María del Rosario Durán      | [ 8 ]  |
| 2017 IV edició dels Premis Platino  | Natalia Oreiro    | Gilda, no me arrepiento de este amor | Gilda                        | [ 8 ]  |
| 2017 IV edició dels Premis Platino  | Emma Suárez       | Julieta                              | Julieta Arcos                | [ 8 ]  |
| 2018 V edició dels Premis Platino   | Daniela Vega      | Una mujer fantástica                 | Marina Vidal                 | [ 9 ]  |
| 2018 V edició dels Premis Platino   | Sofía Gala        | Alanis                               | Alanis                       | [ 10 ] |
| 2018 V edició dels Premis Platino   | Emma Suárez       | Las hijas de Abril                   | Abril                        | [ 10 ] |
| 2018 V edició dels Premis Platino   | Maribel Verdú     | Abracadabra                          | Carmen                       | [ 10 ] |
| 2018 V edició dels Premis Platino   | Antonia Zegers    | Los perros                           | Mariana                      | [ 10 ] |
| 2019 VI edició dels Premis Platino  | Ana Brun          | Las herederas                        | Chela                        | [ 11 ] |
| 2019 VI edició dels Premis Platino  | Yalitza Aparicio  | Roma                                 | Cleodegaria "Cleo" Gutiérrez | [ 12 ] |
| 2019 VI edició dels Premis Platino  | Marina de Tavira  | Roma                                 | Sofía                        | [ 12 ] |
| 2019 VI edició dels Premis Platino  | Penélope Cruz     | Todos lo saben                       | Laura                        | [ 12 ] |

### 2020s
| Edició                               | Actriu               | Pel·lícula                  | Paper                      | Ref.   |
| ------------------------------------ | -------------------- | --------------------------- | -------------------------- | ------ |
| 2020 VII edició dels Premis Platino  | Carol Duarte         | A Vida Invisível            | Eurídice Gusmão            | [ 13 ] |
| 2020 VII edició dels Premis Platino  | Graciela Borges      | El cuento de las comadrejas | Mara Ordaz                 | [ 14 ] |
| 2020 VII edició dels Premis Platino  | Belén Cuesta         | La trinchera infinita       | Rosa Blanco                | [ 14 ] |
| 2020 VII edició dels Premis Platino  | Ilse Salas           | Las niñas bien              | Sofía de Garay             | [ 14 ] |
| 2021 VIII edició dels Premis Platino | Candela Peña         | La boda de Rosa             | Rosa                       | [ 15 ] |
| 2021 VIII edició dels Premis Platino | María Mercedes Coroy | La Llorona                  | Alma                       | [ 16 ] |
| 2021 VIII edició dels Premis Platino | Regina Casé          | Três Verões                 | Madalena dos Santos Marins | [ 16 ] |
| 2021 VIII edició dels Premis Platino | Valeria Lois         | Las siamesas                | Stella                     | [ 16 ] |
| 2022 IX edició dels Premis Platino   | Blanca Portillo      | Maixabel                    | Maixabel Lasa              | [ 17 ] |
| 2022 IX edició dels Premis Platino   | Penélope Cruz        | Madres paralelas            | Janis Martínez Moreno      | [ 18 ] |
| 2022 IX edició dels Premis Platino   | Ángela Molina        | Charlotte                   | Charlotte                  | [ 18 ] |
| 2022 IX edició dels Premis Platino   | Ilse Salas           | Plaza Catedral              | Alicia                     | [ 18 ] |
| 2023 X edició dels Premis Platino    | Laia Costa           | Cinco lobitos               | Amaia                      | [ 19 ] |
| 2023 X edició dels Premis Platino    | Aline Kuppenheim     | 1976                        | Carmen                     | [ 20 ] |
| 2023 X edició dels Premis Platino    | Antonia Zegers       | El castigo                  | Ana                        | [ 20 ] |
| 2023 X edició dels Premis Platino    | Laura Galán          | Cerdita                     | Sara                       | [ 20 ] |
| 2023 X edició dels Premis Platino    | Magnolia Núñez       | Carajita                    | Yarisa                     | [ 20 ] |